# Rio Petite Baïse
Petite Baïse é um rio dos departamentos de Gers e Hautes-Pyrénées, afluente pela margem direita do rio Baïse, na Gasconha, sudoeste da França. Nasce no planalto de Lannemezan e conflui com o rio Baïse em L'Isle-de-Noé.
Ao longo do seu percurso banha os seguintes departamentos e comunas:
- Hautes-Pyrénées (65): Lannemezan, Clarens, Galan, Tournous-Devant, Vieuzos, Puntous
- Gers (32): Ponsan-Soubiran, Viozan, Moncassin, Miramont-d'Astarac, L'Isle-de-Noé